# Vulvakanker
Vulvakanker is kanker aan een deel van het vrouwelijke geslachtsorgaan, ter plaatse van de vulva.

## Epidemiologie
- De Incidentie in Nederland is 2 per 100.000 vrouwen.
- Er worden 200 nieuwe tumoren per jaar gediagnosticeerd.
- Er overlijden ongeveer 70 vrouwen aan een maligne vulvatumor.
- Een piekincidentie bij oudere patiënten (54% ouder dan 70 jaar, 15% jonger dan 50 jaar) en het betreft in meer dan 70% van de gevallen een plaveiselcelcarcinoom. Maligne melanomen en adenocarcinomen worden relatief vaker bij jongere vrouwen aangetroffen.

## Typen vulvatumoren
- plaveiselcelcarcinoom (90%);
- basocellulair carcinoom;
- carcinoma verrucosum;
- adenocarcinoom;
- maligne melanoom (5%);
- sarcoom;
- metastase (uit cervix uteri, endometrium en vagina, adenocarcinoom van de nier).

## Prognose
Prognose hangt af van de lokale uitbreiding (diameter, T status) en lymfogene metastasering (N status) zijn het belangrijkst. Bij het vulvacarcinoom staat de lymfogene metastasering naar de liesklieren op de voorgrond en vandaar naar de bekkenklieren. Ongeveer 30% van de patiënten met een vulvacarcinoom heeft metastasen in de liesklieren. Vooral patiënten met multipele lymfkliermetastasen, bilateraal voorkomen van deze metastasen &/of kapseldoorbraak van de kliermetastase hebben een slechte prognose.
5-jaars overleving: Stadium I: 90%; Stadium II: 80%; Stadium III: 70%; Stadium IV: 25%

## Symptomen
Symptomen van vulvakanker of de voorstadia ervan zijn:
- langdurige jeuk of branderig gevoel
- het dikker worden van de huid van de vulva
- veranderen van de pigmentering of slechtgenezend open wondje
- bloederige afscheiding

## Diagnostiek
- Lichamelijk onderzoek: Maligne tumoren van de vulva komen het meest voor aan de labia majora en minora. De tumor kan multi-centrisch ontstaan. In een aantal gevallen komt een “kissing ulcer” voor.
- Onderzoek in narcose: Bij grotere tumoren is onderzoek in narcose in multidisciplinair verband met evt urethrocysto- &/of rectoscopie.
- Laboratoriumonderzoek: routine (preoperatief) bloed- en urineonderzoek.
- Beeldvormend onderzoek: thoraxfoto (afstandsmetastasen?); CT/MRI-Abdomen+bekken bij ≥T3 &/of bij palpabele afwijkingen in de liezen (pelviene lymfadenopathie?, zo ja dan CT geleide punctie van klieren); urethrocysto-/rectoscopie op indicatie (doorgroei?).

## TNM & FIGO Classificatie
| TNM                 | FIGO | |
| ------------------- | ---- | --- |
| Tis                 | 0    | Carcinoma in situ |
| T1 N0 M0            | Ia   | Tumor beperkt tot vulva &/of perineum, diameter ≤ 2cm, geen lymfkliermetastasen, infiltratiediepte ≤ 1mm                         |
|                     | Ib   | Tumor beperkt tot vulva &/of perineum, diameter ≤ 2cm, geen lymfkliermetastasen, infiltratiediepte > 1mm                         |
| T2 N0 M0            | II   | Tumor beperkt tot vulva &/of perineum, diameter > 2cm, geen lymfkliermetastasen                                                  |
| T3 N0 M0 T3 N1 M0   | III  | Tumor met uitbreiding naar distale deel urethra &/of vagina &/of anus; of unilaterale regionale lymfkliermetastasen              |
| T4 N0-1 M0 T4 N2 M0 | IV a | Tumor met infiltratie in proximale urethra, blaas, rectum, fixatie aan het bekken; &/of bilaterale regionale lymfkliermetastasen |
| T1-4 N0-2 M1        | IV b | Metastasen op afstand |

## Behandeling
- Chirurgie (OK)
- Radiotherapie (RTX)
- Chemotherapie (CTX)

In het algemeen is chirurgie de behandeling van 1e keuze bij het vulvacarcinoom, eventueel gecombineerd met radiotherapie en /of chemotherapie.

## Vervolgonderzoek
- Recidieven en metastasen op afstand treden vrijwel altijd op binnen 2-3 jaar na de operatie.
- Lokaal recidief is na behandeling opnieuw te cureren. Voor een liesrecidief en vooral voor een afstandsrecidief zijn deze curatiekansen veel kleiner. Lokaal recidief komt bij 15-30% van de patiënten voor, vaak nog na vele jaren. Lokaal recidief na >5 jaar na de primaire behandeling optredend, moet waarschijnlijk als een tweede tumor worden beschouwd.
- De kans op een tweede vulvacarcinoom is ongeveer 10%. Ook is er een verhoogde kans op (pre)maligne afwijkingen van de cervix en vagina.
- Controleschema: 1e controle: 6wkn na ontslag; 1e & 2e jaar: 1x/3mnd; 3e & 4e jaar: 1x/6mnd; 5e jaar & daarna: 1x/jr levenslang; tijdens de controlebezoeken gerichte anamnese en lichamelijk onderzoek.